# Seznam libereckých škol
Toto je seznam škol v krajském městě Liberci a stručná historie školství.

## Historie
V polovině 19. století se školství v Liberci vymaňuje z vlivu církve a výuka se čím dál tím více zaměřuje na spojení s rozvíjejícím se průmyslem, technikou a obchodem. Za katedrou se častěji místo duchovních objevovali odborně vzdělaní světští učitelé a úplný konec církevního dohledu nad výukou přinesl zákon o poměru školy a církve vydaný v roce 1868. Od této chvíle převzal zodpovědnost nad výukou stát.
Podstatně se zlepšilo vzdělání učitelů, jejichž vzdělání bylo prodlouženo na 4 roky. Všeobecná povinná školní docházka se prodloužila na 8 let. Liberec se dočkal vlastního učitelského ústavu, ale až v roce 1892. Po sedmi letech se ústav přestěhoval do dnešní Šamánkovy ulice. Absolvování ústavu opravňovalo k prozatímnímu ustanovení za učitele a po 2 letech praxe a složení zkoušek došlo k definitivnímu jmenování. Těmito změnami nabralo školství dech a začaly jedna za druhou vznikat nové školy ve městě i jeho okolí. Ke dvěma školám, které v té době Liberec měl, přibyli další: v Oblačné ulici (1869 – 70), v Orlí, 5. května, česká matiční škola Na Svahu, škola U Soudu a Na Jeřábu (1914 – 16). Dále během sedmdesátých a osmdesátých let vznikl kolem Masarykovy ulice celý školský areál. V roce 1880 bylo v Liberci jen 14 škol, ale během dvaceti let se jejich počet zvýšil na 53. Týkalo se to však především škol německých. České školy tu byly stejně jako v celém pohraničí popelkou. Právě oblast školství tu představuje jednu z nejkonfliktnějších stránek vzájemného soužití.

## Základní přehled
Dnes je v Liberci 58 škol a to:
- 25 základních škol
- 6 středně odborných učilišť
- 4 gymnázia
- 15 středně odborných škol
- 3 středně průmyslové školy
- 4 vyšší odborné školy
- 1 univerzita

## Seznam nejznámějších Libereckých škol

### Základní školy
1. ZŠ Na Výběžku
2. ZŠ Vrchlického
3. ZŠ 5. května
4. ZŠ Sokolovská
5. ZŠ Dobiášova
6. ZŠ Barvířská
7. ZŠ Lesní
8. ZŠ Česká
9. ZŠ Ještědská
10. ZŠ Broumovská
11. ZŠ Švermova
12. ZŠ Jabloňová
13. ZŠ Husova
14. ZŠ nám. Míru 212/2
15. ZŠ Oblačná
16. ZŠ Orlí

### Střední školy
1. Střední průmyslová škola strojní a elektrotechnická
2. Gymnázium & SOŠPg Liberec Jeronýmova
3. Střední průmyslová škola stavební
4. Gymnázium F. X. Šaldy
5. Střední umělecká škola
6. Střední a vyšší zdravotnická škola
7. Střední škola tvorby a designu nábytku a SOU nábytkářské
8. Střední škola strojní, dopravní a stavební
9. Střední odborná škola obchodní Archivováno 29. 4. 2009 na Wayback Machine.
10. Střední škola právní
11. Střední škola gastronomie a služeb
12. SPŠ textilní[1]
13. SOŠ s Gymnázium na Bojišti
14. Podještědské gymnázium Archivováno 22. 3. 2010 na Wayback Machine.
15. Obchodní akademie a Jazyková škola s právem státní jazykové zkoušky, Liberec, Šamánkova 500/8, příspěvková organizace

### Vyšší a vysoké školy
1. Vyšší zdravotnická škola
2. Vyšší odborná škola
3. Vyšší odborná škola právní
4. Technická univerzita Liberec